# Aozai
Aozai (kinesiska: 坳仔) är en köping i sydöstra Kina. Den ligger i Huaiji härad i staden Zhaoqing i provinsen Guangdong, omkring 120 kilometer nordväst om provinshuvudstaden Guangzhou. Antalet invånare är 32 777. Befolkningen består av 16 624 kvinnor och 16 153 män. Barn under 15 år utgör 27,0 %, vuxna 15-64 år 64 %, och äldre över 65 år 8,0 %.